# Alex Somers

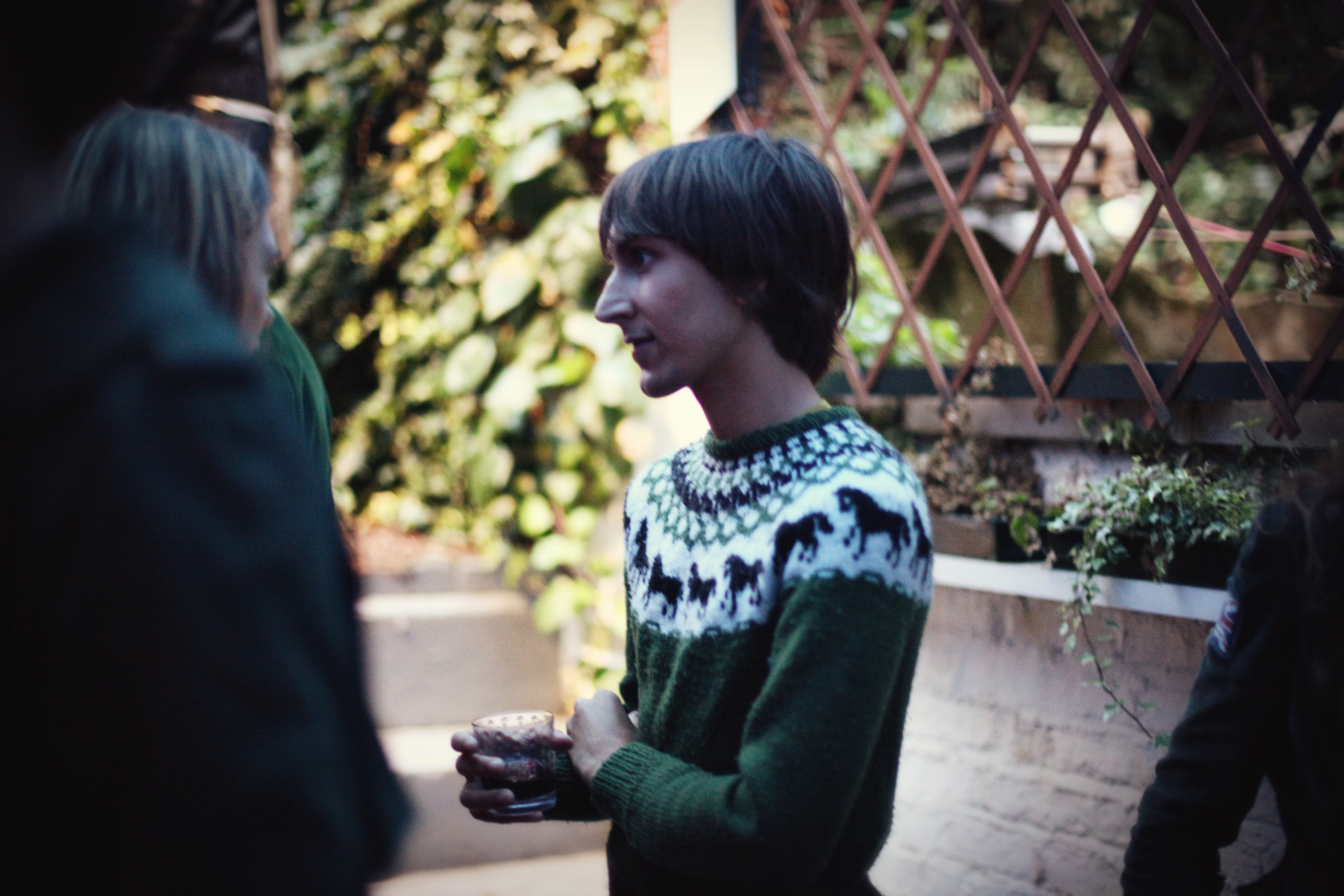
Somers durante el lanzamiento de Riceboy Sleeps.

Alex Somers (Baltimore, Maryland, 7 de marzo de 1984) es un artista visual y músico estadounidense. Actualmente vive en Reikiavik (Islandia) con su pareja, Jón Þór Birgisson "Jónsi", el vocalista y guitarrista de la banda islandesa Sigur Rós. Somers posee un estudio de grabación en el centro de Reikiavik donde produce y mezcla desde 2010.
Él y Jónsi producen música y arte visual bajo el nombre Jónsi & Alex. La pareja ha lanzado un álbum y un libro de imágenes, ambos titulados Riceboy Sleeps. Alex también ha colaborado en Jónsi, el proyecto solista del guitarrista, así como coprodujo y tocó diversos instrumentos en el álbum Go. Somers ha producido y mezclado un amplio número de discos incluyendo algunos de Julianna Barwick, Briana Marela, Barco de Muerte, Colmillo de Pecado, Pascal Pinon, y más…
Estudió en las universidadesːBerklee Universidad de Música, Boston, y Academia de Artes de Islandia, Reikiavik.

## Sigur Rós
Alex Somers ha trabajado como coproductor/mezclador/ingeniero en varios discos de Sigur Rós; Valtari, Kveikur, Festival de iTunes: Londres 2013 y Brennisteinn EP. Somers También ha trabajado con la banda en sus diseños de arte. Más notablemente en su álbum Takk..., que recibió el premio a mejor diseño de álbum en 2006 en los Icelandic Music Awards. En 2005 y 2006 Alex Somers y Lukka Sigurðardóttir colaboraron juntos formando el equipo de diseño "Toothfaeries", y se encargaron de realizar a mano toda la mercancía de Sigur Rós para el tour del álbum Takk...

## Producción / Mezcla
- Sigur Rós - Valtari
- Sigur Rós - Kveikur
- Sigur Rós - Festival de iTunes: Londres 2013
- Sigur Rós - Brennisteinn EP
- Jónsi - Ir
- Jónsi -  Compramos Un Zoológico (Banda sonora)
- Jónsi - Cómo Entrenar a tu Dragón (Banda sonora)
- Julianna Barwick - Nepenthe
- Briana Marela - All around us
- Jónsi & Alex - Riceboy Sleeps
- Jónsi & Alex - All Animals
- Jónsi & Alex - Aloha (Banda sonora)
- Jónsi & Alex - Manhattan Season One (Banda sonora)
- Death Vessel - Island Intervals
- Sing Fang - Flowers
- Pascal Pinon - Twosomeness
- Úlfur - White Mountain
- Veroníque Vaka - Erlendis
- Vio/Miré - enero de 2009
- Óbó - Innhverfi
- Bare Teeth - Ours
- Tom Gallo - Continuation Day
- Rökkurró - Í Annan Heim
- Damien Arroz - My favorite Faded Fantasy
- Parachutes - Parachutes
- Parachutes - Susy
- Parachutes - Tree Roots EP

## Arte Visual
- Sigur Rós - Takk
- Sigur Rós - Glósoli
- Sigur Rós - Hoppípolla
- Sigur Rós - Saeglópur
- Helgi Hrafn Jónsson - For the Rest of my Childhood.
- Sismo - Le Magica Exists
- Recopilaciones japonesas 1,2 & 3
- Jónsi & Alex  - Riceboy Sleeps
- Jónsi & Alex- All Animals
- Jónsi & Alex - Rain Down My FavoriteSongs
- Hamaca - Maybe They Will Sing For Us Tomorrow.
- Leif Vollebekk - North Americana

## Parachutes
Parachutes fue una banda formada en 2003 como un dúo que constaba de Alex Somers y Scott Alario Taraxacum. Grababan en la cocina y sala de Alex, y generalmente experimentaban utilizando objetos de casa y juguetes como instrumentos. Tras publicar dos álbumes y un EP, Parachutes paró su producción.
- Parachutes - Parachutes (2003)
- Parachutes - Susy
- Parachutes - Tree Roots EP